# Сырцов, Анатолий Иванович
Сырцо́в, Анато́лий Ива́нович (8 апреля 1880, Тобольск — 15 февраля 1938, Куйбышев) — русский, советский философ, декан рабочего (1921) и педагогического (1922–1923) факультетов, проректор Пермского университета (1918–1919).

## Деятельность в Санкт-Петербурге
Сын протоиерея Иоанна Яковлевича Сырцова. Предположительно окончил Костромскую духовную семинарию.
1903 — окончил в Санкт-Петербурге духовную академию со степенью кандидата богословия с правом получения степени магистра без новых устных испытаний и был удостоен звания действительного члена Санкт-Петербургского археологического института. Оставлен на год для приготовления к профессорскому званию при кафедре психологии Санкт-Петербургской духовной академии.
1904—1909 — преподаватель логики, психологии, начальных оснований и краткой истории философии и дидактики в Таврической духовной семинарии; одновременно преподавал дидактику в Таврическом епархиальном женском училище (1905—1907).
С 1 ноября 1906 года — преподаватель педагогики частной женской гимназии Оливер.
С 1 октября 1907 года — преподаватель педагогики Симферопольской женской казенной гимназии.
В 1908-1917 годах, одновременно с преподавательской деятельностью, А. С. Сырцов — надворный советник; в этом статусе награждён орденом Св. Станислава III степени (1909).
В 1912 году окончил историко-филологический факультет Санкт-Петербургского университета с дипломом I степени, был оставлен при кафедре философии для приготовления к профессорскому званию (до 1 января 1915 года). C этой целью совершил научную командировку в Германию, где, в частности, работал в архиве Лейбница.
С 1915 года преподавал на Высших женских (Бестужевских) курсах.
В 1916 году выдержал экзамен на степень магистра и в звании приват-доцента был допущен к чтению лекций по кафедре философии Санкт-Петербургского университета.

## Деятельность в Пермском и Томском университетах
В 1916 году командирован в Пермь для чтения лекций и проведения практических занятий.
1917—1919 годы — исполняющий обязанности экстраординарного профессора по кафедре философии историко-филологического факультета Пермского университета.
С октября 1918 года по июнь 1919 — проректор Пермского университета.
В январе 1919 года, будучи проректором, обращается к преподавателям Пермского университета с резкой критикой большевиков.
В июле 1919 года с частью профессорско-преподавательского состава и студентов Пермского университета был эвакуирован в Томск. 12 декабря 1919 года был назначен приват-доцентом кафедры философии историко-филологического факультета Томского университета. Читал курс философии. 1 июня 1920 года постановлением коллегии по управлению вузами Томска был назначен членом Временной коллегии по организации и временному управлению факультетом общественных наук (ФОН).
В сентябре 1920 года вернулся в Пермь, состоял профессором кафедры педологии.
Январь 1921 — 1 июля 1921? — декан рабочего факультета Пермского университета.
С сентября 1922 до 30 октября 1923 года являлся деканом и членом первого президиума педагогического факультета Пермского университета, руководил философским семинаром.
В 1921—1926 годы пытался выехать за границу под предлогом командировки, но не получил разрешения.

## Дальнейшая судьба
В 1929 году переведен на должность профессора в Средневолжский педагогический институт (г. Самара).
В октябре 1937 года — арестован и приговорен тройкой при УНКВД по Куйбышевской области к высшей мере наказания.
15 февраля 1938 года — расстрелян.
В сентябре 1956 году — посмертно реабилитирован Куйбышевским областным судом.

## Научная работа
Специализировался в области философии, теории познания, логики, психологии и педологии. Изучал философскую систему Лейбница и философские взгляды Эйнштейна. Состоял членом Общества исторических, философских и социальных наук при ПГУ, выступал с рядом докладов на его заседаниях: «Об аналитических суждениях» (1917), «К вопросу о социальной этике Марбургской школы: по поводу книги Jorlanďa» (1922), «Памяти В. Э. Крусмана» (1923); «Логические и гносеологические основы специальной теории относительности» (1924).
В сборнике Общества исторических, философских и социальных наук при Пермском университете опубликованы две его статьи: "Пространство и время А. Эйнштейна (1927, вып.2) и «К методологии изучения философской системы Лейбница» (1927, вып.3).

### Избранные работы
- Переписка Лейбница с А. Арно. СПб., 1908.
- Учение проф. Снегирева о происхождении общих представлений и понятий. СПб., 1912.
- Из неизданных произведений Лейбница // ЖМНП. 1913, сентябрь.
- Вопросы школьной педологии. Сб. ст. / Под ред А. И. Сырцова. Самара, 1932.
- Сырцов А. И. Осуществима ли цель? // Пермский рабфак. Пермь: Пермское книжное издательство, 1975. С. 16—18.